# Complexul hidrografic Valea Rece
Complexul hidrografic Valea Rece este o arie protejată de interes național ce corespunde categoriei a IV-a IUCN (rezervație naturală de tip floristic și faunistic), situată în nord-vestul Transilvaniei, pe teritoriul județului Bihor.

## Localizare
Aria naturală se află în partea nordică a județului Bihor (aproape de limita de graniță cu județul Satu Mare), pe teritoriul administrativ al comunei Sălacea, în partea sud-vestică a satului omonim.

## Descriere
Rezervația naturală cu o suprafață de două hectare a fost declarată arie protejată prin Legea Nr. 5 din 6 martie 2000 (privind aprobarea Planului de amenajare a teritoriului național - Secțiunea a III-a - zone protejate, publicată în Monitorul Oficial al României, Nr. 152 din 12 aprilie 2000) și se suprapune ariei de protecție specială avifaunistică - Câmpia Nirului - Valea Ierului.
Complexul hidrografic Valea Rece reprezintă o zonă naturală (mlaștini) aflată în câmpia văii Ierului; ce adăpostește o gamă floristică bogată în vegetație lacustră și asigură condiții de adăpost și hrană mai multor specii faunistice (mamifere, păsări, pești, batracieni) caracteristice zonelor umede.